# Festival international du film de Thessalonique 1994
Le Festival international du film de Thessalonique 1994 fut la 35e édition du Festival international du film de Thessalonique. Elle se tint du 11 au 20 novembre 1994.

## Palmarès
- The Days (film) de Wang Xiaoshuai : Alexandre d'or
- Une vie empruntée de Wu Nien-jen : Alexandre d'argent et prix FIPRESCI
- János Szász (Woyzeck) : meilleur réalisateur
- Oublie-moi (Noémie Lvovsky, Marc Cholodenko, Sophie Fillières et Emmanuel Salinger) : meilleur scénario
- Valeria Bruni Tedeschi (Oublie-moi) : meilleure actrice
- László Kovács (Woyzeck) : meilleur acteur
- Casa de Lava de Pedro Costa : prix artistique
- Matthew Ferguson (en) dans Eclipse (film, 1994) (en) : mention spéciale